# Río Arba de Biel
El río Arba de Biel es un curso de agua del nordeste de la península ibérica, afluente del Arba. Discurre por la provincia de Zaragoza.

## Curso
El río, que discurre por la provincia española de Zaragoza, nace en la sierra de Santo Domingo y Lucientes, en las inmediaciones de la localidad de Biel. Baña lugares como El Frago, Junes, La Rute, Villaverde, Luna, Erla, Paulés, Santia y Ejea de los Caballeros, donde se une al Arba de Luesia, con el que se dirige a desembocar en el Arba. Aparece descrito en el segundo volumen del Diccionario geográfico-estadístico-histórico de España y sus posesiones de Ultramar de Pascual Madoz con las siguientes palabras:

ARBA DE BIEL: r. de la prov. de Zaragoza, part. jud. de Sos; tiene su origen al pie de la sierra de Sto. Domingo, térm. de la v. de Biel, al N., y á 1 hora de dist. de la misma: en su direccion al S. pasa tocando las paredes del pueblo; riega una huerta y algunos otros trozos de tierra llamados Recuejos, y entra en térm. de El Frago, primer pueblo del part. jud. de Egea de los Caballeros, cuyo terreno fertiliza, asi como los de Junes, la Rute y Paules, sit. á su márg. izq.; y los de Villaverde, Luna, Erla, en donde cambia su direccion al O., Santia y Ega, en cuyo térm. se une al r. Arba de Luesia. En invierno y primavera lleva sobre tres muelas de agua, pero disminuye mucho en verano, conservando apenas la suficiente para el riego de los campos inmediatos: cria barbos, madrillas y alguna anguila.
(Madoz, 1845, p. 457)